# Lúcio Vetúrio Filão (cônsul em 220 a.C.)
Lúcio Vetúrio Filão ou Lúcio Vetúrio Filo (m. 210-09 a.C.; em latim: Lucius Veturius Philo) foi um político da gente Vetúria da República Romana eleito cônsul sufecto em 220 a.C. com Caio Lutácio Cátulo.

## Família
Foi um dos últimos cônsules de sua gente, em desgraça desde a derrota de Tito Vetúrio Calvino na Batalha das Forcas Caudinas, na Segunda Guerra Samnita, cem anos antes. Depois do consulado de Lúcio Vetúrio Filão em 206 a.C., a família desapareceu dos registros consulares.

## Consulado (220 a.C.)
Presume-se que os dois cônsules eleitos em 220 a.C., Marco Valério Levino e Quinto Múcio Cévola, foram forçados a abdicar em algum momento no início do ano, possivelmente como resultado de pressões políticas: tanto Levino como Cévola eram membros da facção "Cláudia", que estava tentando diminuir o poder da facção rival dos Emílios-Cipiões; os dois cônsules sufectos que os sucederam, Lúcio Vetúrio Filão e Caio Lutácio Cátulo, eram da facção rival.
Aparentemente, os dois novos cônsules marcharam até os Alpes e conquistaram muitos povos sem luta, mas não existem dados sobre esta expedição.

## Segunda Guerra Púnica

### Ditador (217 a.C.)
Em 217 a.C., foi nomeado ditador comitiorum habendorum causa com o objetivo de convocar e presidir a Assembleia das centúrias na eleição dos novos cônsules. Seu mestre da cavalaria foi Marco Pompônio Matão. Contudo, depois de descobertas algumas irregularidades em sua nomeação, Filão renunciou depois de apenas 14 dias.

### Censor (210 a.C.) e morte
No final do lustrum de 210 a.C., foi eleito censor com Públio Licínio Crasso Dives, mas morreu sem ter participado da eleição do senado e sem realizar nenhum ato público.